# Toomsboro
Toomsboro is een plaats (town) in de Amerikaanse staat Georgia, en valt bestuurlijk gezien onder Wilkinson County.

## Demografie
Bij de volkstelling in 2000 werd het aantal inwoners vastgesteld op 622.
In 2006 is het aantal inwoners door het United States Census Bureau geschat op 612, een daling van 10 (-1,6%).

## Geografie
Volgens het United States Census Bureau beslaat de plaats een oppervlakte van
4,8 km², geheel bestaande uit land. Toomsboro ligt op ongeveer 71 m boven zeeniveau.

## Plaatsen in de nabije omgeving
De onderstaande figuur toont nabijgelegen plaatsen in een straal van 28 km rond Toomsboro.